# ユッタ・ツォフ
ユッタ・ツォフ（ドイツ語: Jutta Zoff, 1928年1月14日 - 2019年10月28日）は、ドイツのハープ奏者。

## 経歴
1928年バウツェン生まれ。1941年から1945年までミュンヘン音楽院でエドゥアルト・ニーデルマイヤーとハインリヒ・シュリーに師事。
1945年から「音楽の時間」というコンサート・シリーズを開始し、1967年にシュターツカペレ・ドレスデンの首席奏者に就任した。